# Chalybion turanicum
Chalybion turanicum är en biart som först beskrevs av Gussakovskij 1935.  Chalybion turanicum ingår i släktet Chalybion och familjen grävsteklar. Inga underarter finns listade i Catalogue of Life.